# Гринчишин Максим Ігорович
Макси́м І́горович Гринчи́шин (нар. 12 травня 1979, Луцьк, Волинська область, Українська РСР — 19 лютого 2017, Авдіївка, Донецька область, Україна) — лейтенант (посмертно) Збройних сил України, учасник російсько-української війни на сході України, командир зенітно-ракетного взводу (1-й батальйон, 72 ОМБр), позивний «Прометей».

## Біографія
1996 року закінчив луцьку середню школу № 9. З 1996 по 1997 рік навчався у Луцькому вищому професійному училищі будівництва і архітектури в групі № 32 за професією муляр-штукатур, у 1997—1998 продовжив навчання в училищі за освітньо-кваліфікаційним рівнем «молодший спеціаліст» в групі ВПУ-12.
Захоплювався гірським туризмом, був серед засновників туристичного клубу «Ми». На початку 2000-х кілька років прожив за кордоном, працював у Мілані в сфері ІТ. Вільно володів італійською мовою, завдяки чому у 2004 році допоміг чоловіку своєї зведеної сестри футболісту ФК «Шахтар» Анатолію Тимощуку у комунікації з керівництвом ФК «Мілан».
2009 року закінчив Луцький національний технічний університет, факультет будівництва та дизайну, за спеціальністю «Промислове та цивільне будівництво». Працював бригадиром на Луцькому спецкомбінаті.
У зв'язку з російською збройною агресією проти України 14 серпня 2014 року призваний за частковою мобілізацією Луцьким об'єднаним міським військовим комісаріатом. Пройшов двотижневі навчання у 184-му навчальному центрі в с. Старичі Яворівського району, після чого був направлений до 72-ї окремої механізованої бригади, в/ч А2167, м. Біла Церква, Київська область. З 30 серпня виконував завдання на території проведення антитерористичної операції на Сході України. Надалі підписав контракт. Маючи звання молодшого лейтенанта, проходив службу на посаді командира зенітно-ракетного взводу 1-го механізованого батальйону. Воював в районі Волновахи, Старогнатівки, обороняв Авдіївку.
Загинув 19 лютого 2017 року від кулі снайпера під час виконання бойового завдання в районі міста Авдіївка.
Про Максима:
«Він був скрупульозною людиною. В нього не було такого, „совдепного“, байдужого відношення до будь-якої справи. Він хотів, щоб все було чітко і зроблено так, як має бути», — боєць 72-ї бригади Сергій Ліщук.
«Це була унікальна людина. Все, що він робив, він робив до кінця. Це був для мене хороший приклад самопожертви», — військовий капелан Мар'ян Михайлишин.
Похований 22 лютого на міському кладовищі Луцька в селі Гаразджа, на Алеї почесних поховань.
Посмертно присвоєне військове звання лейтенанта.
Залишились мати Лариса Володимирівна Гринчишин, брат Дмитро Літушко, зведена сестра Надія Навроцька.

## Нагороди
Указом Президента України № 58/2017 від 10 березня 2017 року, «за особисту мужність, виявлену у захисті державного суверенітету та територіальної цілісності України, самовіддане виконання військового обов'язку», нагороджений орденом «Богдана Хмельницького» III ступеня (посмертно).

## Вшанування пам'яті
22 вересня 2017 року у Луцьку, на будівлі Луцького навчально-виховного комплексу № 9, встановлено та освячено пам'ятну дошку загиблому випускнику Максиму Гринчишину.
6 грудня 2017 року у приміщенні Луцького НТУ відкрили пам'ятні дошки загиблим випускникам університету Максиму Гринчишину, Олександру Войчуку та «айдарівцю» Олегу Твердохлібу.